# Cavansyt
Cavansyt – minerał z grupy krzemianów warstwowych (fyllokrzemiany), odmiana pentagonitu, będąca uwodnionym krzemianem wapniowo-wanadowym. Należy do grupy minerałów rzadkich.
Nazwa powstała z kompozycji sylab łacińskich nazw wapnia, wanadu i krzemianu (calcium vanadium silicate).

## Charakterystyka

### Właściwości
Jego struktura krystaliczna została opisana w 1973 r. Zazwyczaj tworzy kryształy o pokroju długosłupkowym, igiełkowym i promienistym. Zabarwienie jest spowodowane obecnością wanadu. Nie tworzy kryształów bliźniaczych. Nie wykazuje luminescencji oraz nie jest radioaktywny. Jest półprzezroczysty do przezroczystego. Niektóre okazy cavansytu wykazują fluorescencję w świetle ultrafioletowym (UV).

### Występowanie
Jest produktem hydrotermalnym; występuje w pustkach wulkanicznych, w bazaltach i andezytach oraz w towarzystwie innych zeolitów. Okazy z USA współwystępują z pentagonitem, kalcytem, heulandytem, stilbitem, analcymem, apofylitem, thomsonitem i miedzią, natomiast okazom z Indii towarzyszą najczęściej stilibit, heulandyt, mordenit oraz chalkozyn. Inne minerały, z którymi występuje, to przede wszystkim kwarc i babingtonit.

### Miejsca występowania
Został odkryty w 1960 roku w hrabstwie Malheur w stanie Oregon w Stanach Zjednoczonych. Najlepszej jakości cavansyty i ich najważniejsze złoża pochodzą z Indii – Wagholi, Poona, Maharashtra (Dekan). Do innych miejsc występowania zalicza się także:
- Brazylia (stany Bahia i Rio Grande do Sul)[6]
- Nowa Zelandia[6]